# سه‌نگاره
سه‌نگاره (به انگلیسی: Trigraph) به سه نویسه پشت سرهم گفته می‌شود که برای نمایش تنها یک آوا استفاده می‌شوند. نمونه‌ها:
- سه‌نگاره حروف sch در زبان آلمانی که معادل ش در فارسی یا sh در انگلیسی است.[۱]